# Присоединение Самарканда к России

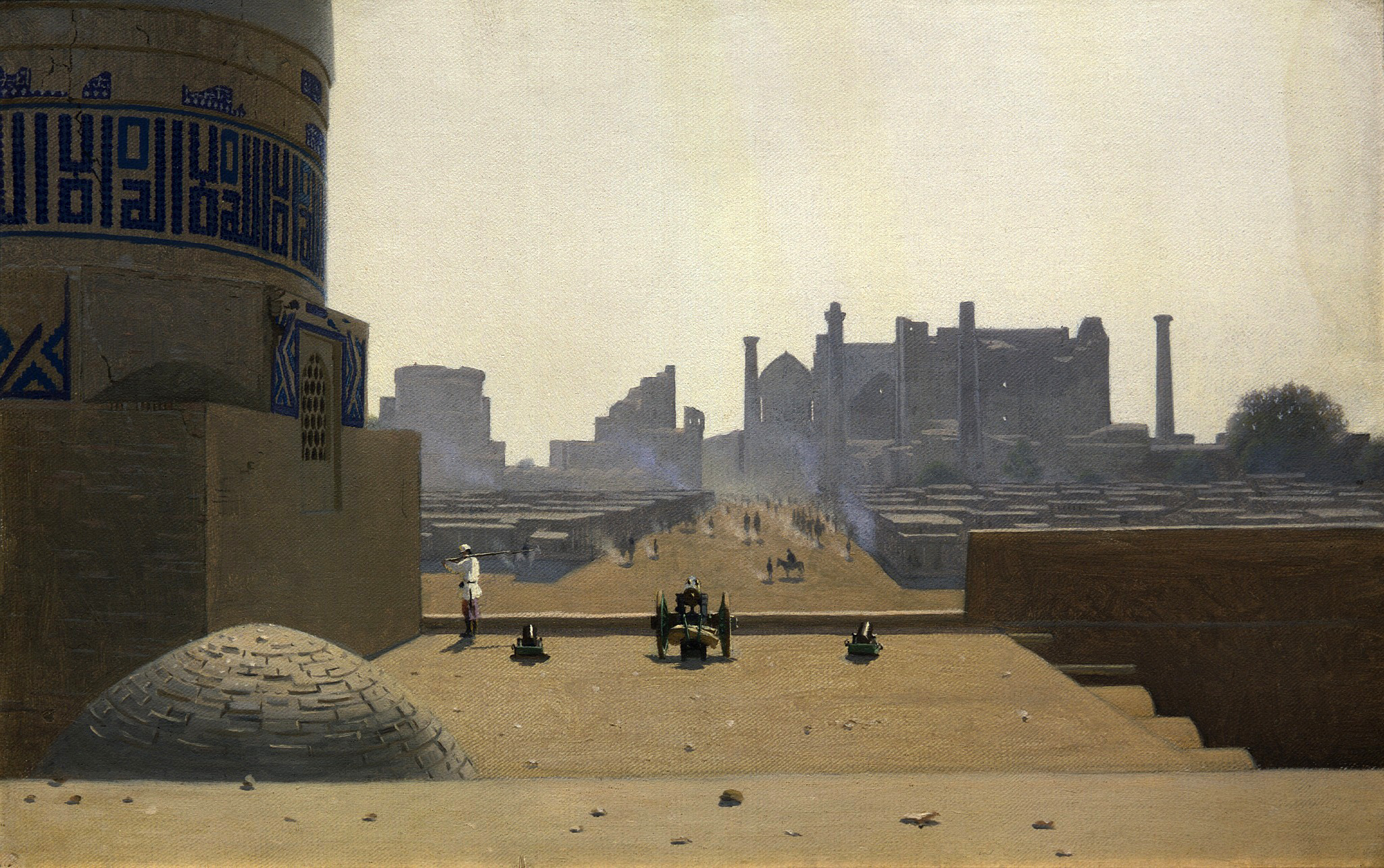
Самарканд. Часовой Российской армии, охраняющий форт.
Василий Верещагин, 1869-1870

Присоединение Самарканда к России — включение в состав Российской империи 2-го мая 1868 года Самарканда и районов Самаркандского бекства, расположенных в пределах административных границ регионов Бухарского эмирата. Официальное присоединение территории было объявлено только в 1873 году, после заключения Шаарского договора.

## История

### Вход русских войск в Самарканд
30 апреля 1868 года действующие русские отряды в количестве 4019 человек двинулись в направлении города Самарканд. Ещё во время сосредоточения русских войск под Джизаком, К. П. Кауфман получил два письма: первое за подписью двух начальствующих беков, а второе за подписью семи беков «… с уверениями о дружбе и в решении народном выслать требуемые условия мира».
1 мая 1868 года, находясь на чупанатинских высотах, генерал К. П. Кауфман, слишком преувеличивая доверие широких слоёв населения к Российской империи, направил царскому правительству следующую телеграмму:
Древнейший, знаменитый город Средней Азии, центр мусульманства, — Самарканд, гордый своего историческою славою, — без выстрела пал к стопам Вашего Величества, отворив ворота храбрым и честным войскам Вашим.
Население Самарканда могло увидеть в лице русских войск только своих избавителей от власти Ширали-инака, его нукеров и бухарских сарбазов, но дальнейший ход событий ясно показал, что власть царизма не смогло облегчить положение. Поэтому впоследствии они с недоверием относились к царскому правительству. Также, в Самарканде и в его окрестностях было очень много сторонников установления царской власти, особенно среди купечества и земледельцев, характер работы которых требовал мирную жизнь и покровительство России, которая обещала им большие материальные выгоды.
Рано утром 2 мая к Кауфману явились высшие представители духовенства и власти Самарканда с просьбой принять город в подданство российского императора. В 7 ч утра прибыли новые посланцы из города с предложением поторопиться с решением ввиду угрозы вступления в Самарканд 20-тысячного отряда из Шахрисабза. К вечеру в город вошли главные силы и арьергард российского отряда. Перед въездом в город генерал К. П. Кауфман обратился к жителям Самарканда со следующим обращением:
Все ворота города должны быть открыты; торговым людям быть в своих лавках и продолжать торговать; мастерам заниматься своим делом. Почтенные жители встретят меня перед воротами. Войска государя моего, Белого царя России, войдут в Самарканд и займут Урду. Они бьют врагов, но мирных жителей не обижают. Молитесь в мечетях за здоровье Русского царя, покорителя всех народов.
 3 мая Кауфман дал в Самарканде большой приём для представителей духовных и светских властей города.
Со 2-го мая 1868 года в истории города Самарканда и окружающих его районов открылась новая страница, Самарканд отныне вошёл в состав Российской империи. Царское командование предполагало немедленно организовать на территории Самаркандского бекства отдельное, независимое ханство под вассальной зависимостью России и посадить на престол противника эмира Музаффара его племянника Саид Абдуллу, находящегося под влиянием китабского бека Джурабека.

### Временная оккупация Самарканда
28 июня 1868 года между Российской империей и Бухарским эмиратом был заключён Русско-бухарский договор, согласно которому за Россией были закреплены все территориальные приобретения сделанные царскими войсками в Бухарском эмирате с 1865 года по 1868 год включительно, эмир согласился на право выгодной и свободной торговли с русскими подданными на территории эмирата, учреждать торговые агентства, проезжать через территорию эмирата в другие государства, гарантировалась им личная безопасность и сохранность имущества.
Царское правительство добилось от эмира пункта о выплате 500 тысяч рублей контрибуции, которая должна была быть выплачена эмиром частично сразу же, после заключения договора, а остальная часть должна погашаться к осени 1869 года. Под видом залога, для обеспечения выплаты контрибуции, царское правительство объявило о временной оккупации Самарканда и Каттакургана.
Излагая свои планы относительно дальнейшей судьбы Самаркандского бекства, К. П. Кауфман в письме к государственному канцлеру от 25 июня 1868 года писал:
Сравнивая самоуверенность бухарцев до войны с падением их веры в свои силы в настоящее время, имея в виду те значительные средства обороны, которые эмир совершенно неожиданно для нас, успел найти среди своего государства, во время борьбы с нами, я пришёл к убеждению в необходимости присоединить, в настоящее время часть долины Зеравшана до Каттакурганского района включительно к территории Российской империи.

Если время докажет, что эмир захочет добросовестно поддерживать прочный мир с Россией, то такую комбинацию, при которой вновь приобретённые страны были бы возвращены Бухарскому ханству, я считаю возможной.
Заключённый К. П. Кауфманом этот договор получил одобрения императора. Он назвал взятие Самарканда «славным делом», однако воздержался от ратификации этого договора: бухарский вопрос не считался окончательно решённым.
Однако, эмир Музаффар и господствующие классы всего Бухарского эмирата никогда не отказывались и не могли отказаться от желания снова в свои руки приобретать богатые районы долины Мианкаля и Самарканда. Многочисленные факты подтверждают это. Так, Бухарское посольство, побывавшее в Петербурге с ноября по декабрь месяцы 1869 года в составе: сына эмира, Сеид Абдулфаттаха, брата жены эмира Абдулькасыма и секретаря посольства просветителя А. Дониша, выразило императору Александру верноподданнические и дружественные чувства эмира Музаффара и попросило его вернуть эмиру Самарканд и долину Мианкаль.
Когда в Петербурге стало известно о рекогносцировке, предпринятой генералом Абрамовым в верховьях реки Зеравшана, Стремоухов, ссылаясь на директиву царя выраженную в инструкции от 15 апреля 1869 года Кауфману и начальнику Главного штаба графу Гейдену от 15 июня 1870 года, писал, что Зеравшанский округ занят Россией временно и при известных условиях подлежит возвращению Бухаре. На этом основание подчёркивалось, что царская администрация должна только заботится о сохранении тишины и порядка в округе, а вступление царских войск произведёт беспокойство в умах местного населения, может повести к весьма невыгодным для России последствиям.
Царские власти в Туркестане, фактически занимая Самарканд в период 1868—1873 год, не проводили никаких изменений в сторону улучшения социально-экономического и политического положения населения.
В 1871 году основана Русская часть города.

### Официальное присоединение Самарканда
Однако, несмотря на эти обстоятельства, спор о дальнейшей судьбе Зеравшанского округа явился предметом долгой полемики разных государственных органов царской России. Этот спор продолжался четыре года. Только в 1873 году Самарканд и весь Зеравшанский округ были окончательно включены в состав Российской империи. Лишь только после заключения Шаарского договора с Бухарским эмиратом, в 1873 году Самарканд был объявлен, неотъемлемой частью Российской империи.

### Галерея

1868—1873 годы Самарканда в знаменитых иллюстрациях
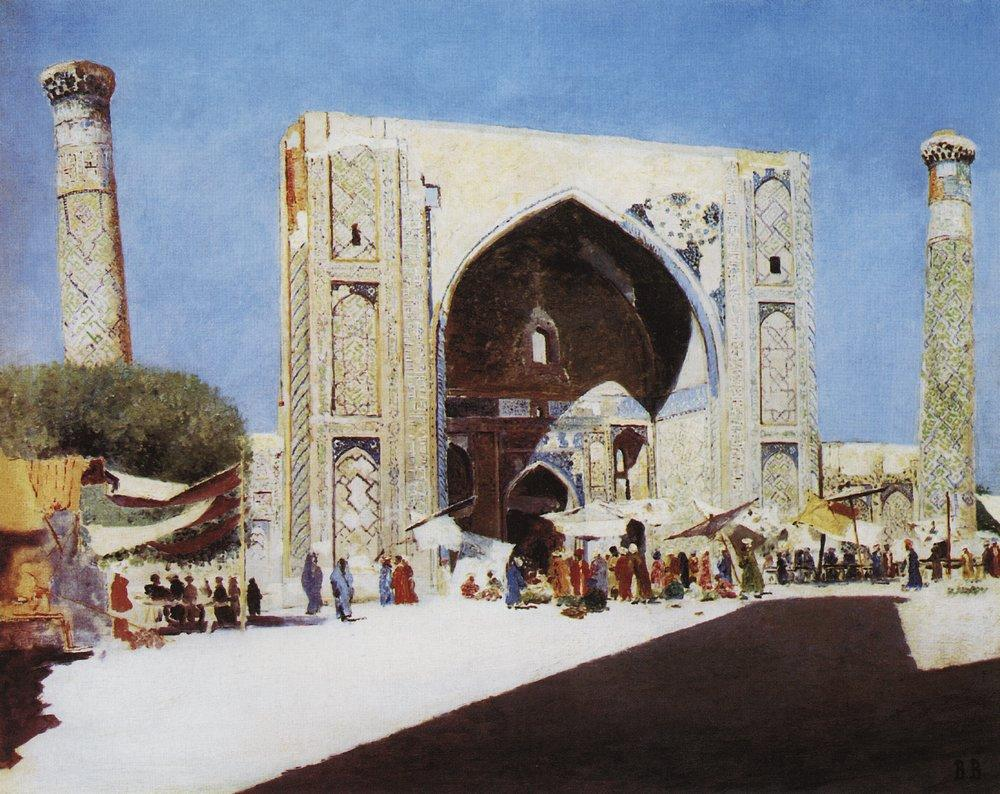
В. В. Верешагин. «Самарканд». 1869 год
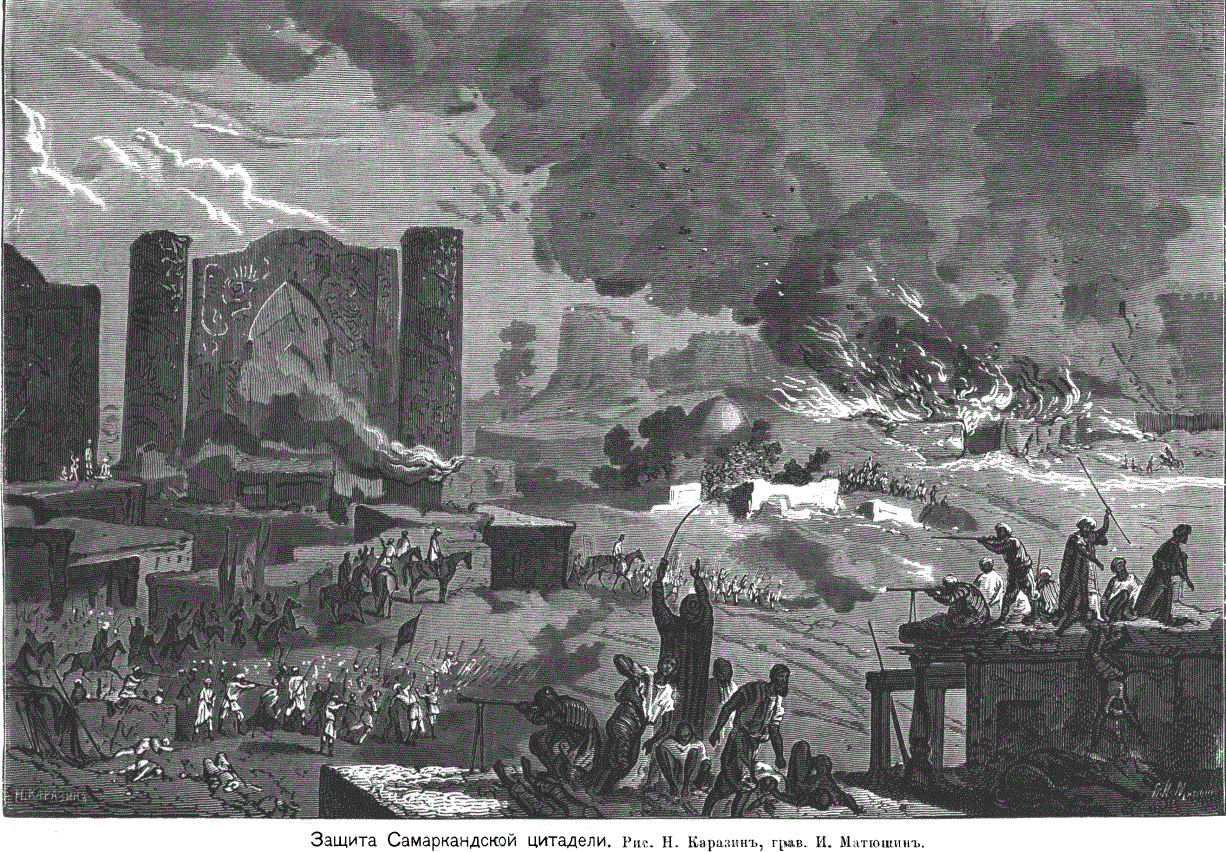
Н. Н. Каразин. «Защита Самаркандской цитадели». Иллюстрация к статье «Константин Петрович фон-Кауфман. Туркестанский генерал-губернатор». «Нива». 1872 год
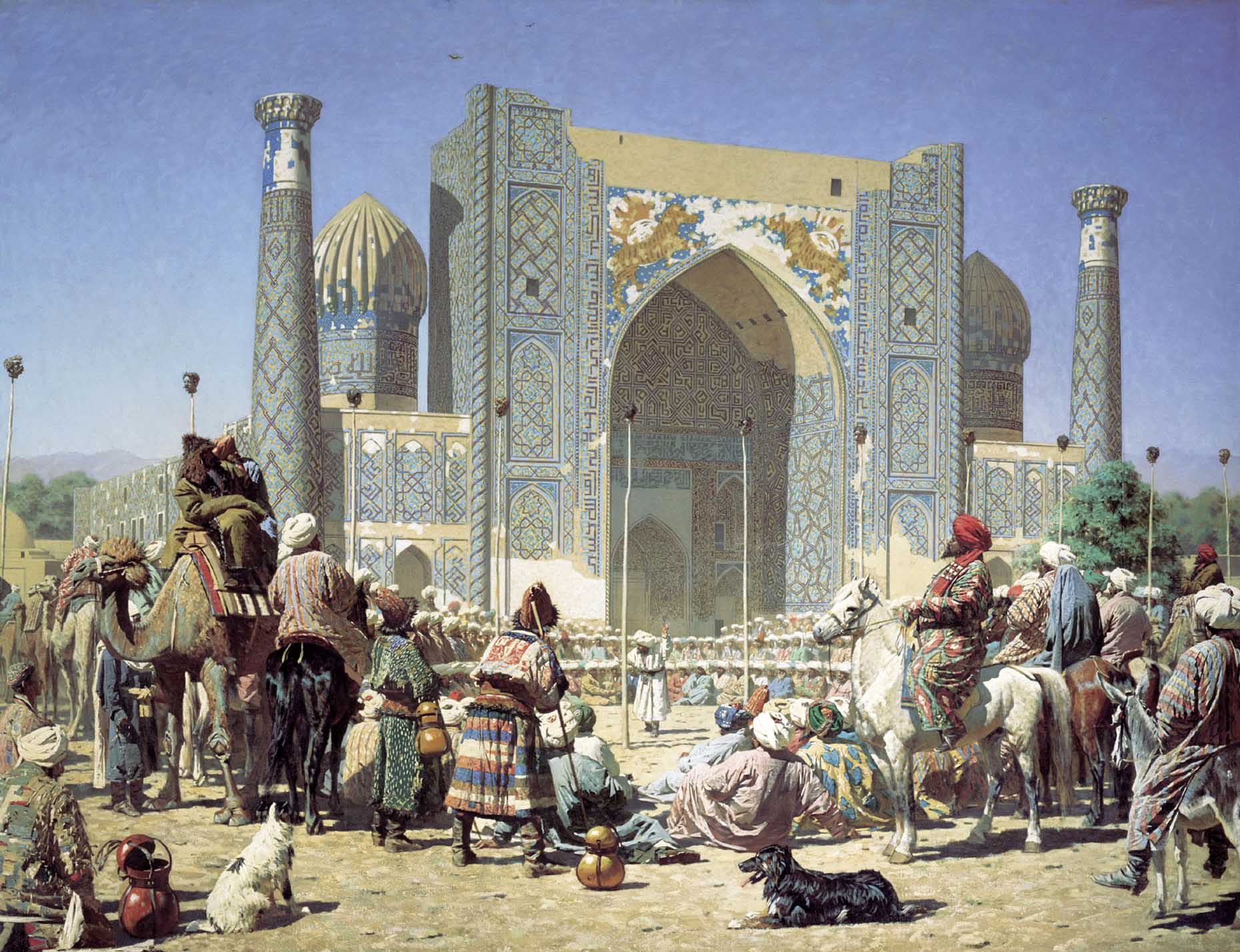
В. В. Верешагин. «Торжествуют». 1872 год
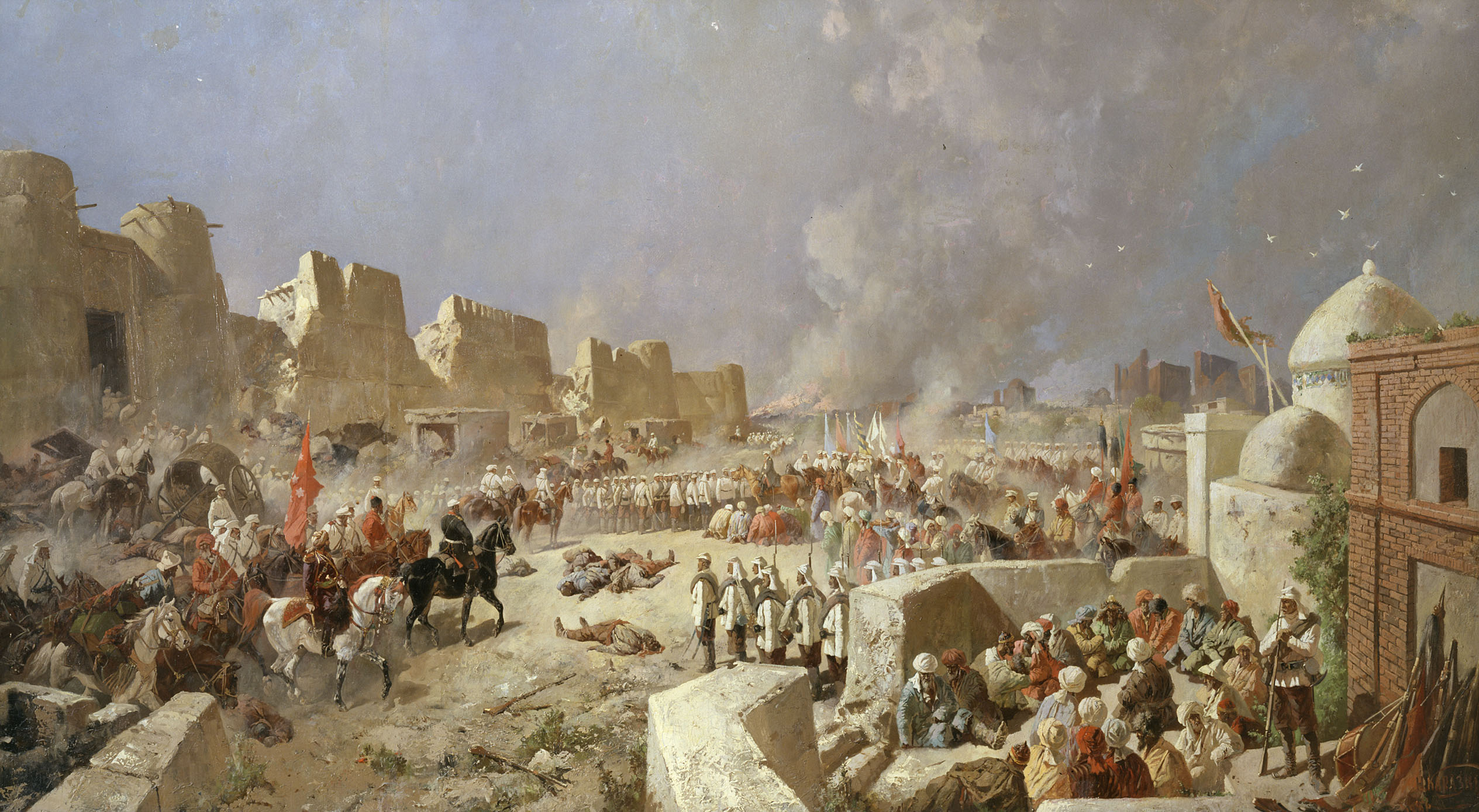
Н. Н. Каразин. «Вступление русских войск в Самарканд 8 июня 1868 года». 1888 год